# 테뉴어
테뉴어(Tenure)는 대학에서 교수의 직장을 평생 동안 보장해 주는 제도를 말한다. 영년 교수직 제도라고도 한다.

## 테뉴어의 기원과 역할
테뉴어는 학문의 자유를 보장하고자 시작되었다. 테뉴어 제도는 교수가 여론과 반대되는 의견을 주장할 때나 권력자나 정부 당국과 대립할 때, 또는 현재 별다른 관심을 받지 못하는 분야를 연구할 때 교수를 보호하는 역할을 한다. 이런 보호가 없다면 교수 사회는 소위 말하는 “안전한” 연구만을 수행할 것이다. 테뉴어 제도는 교수에게 자율성을 보장함으로써 교수가 자신이 가장 잘할 수 있는 분야가 무엇인지 스스로 결정하게 하고, 결과를 정직하게 발표하도록 돕는다.

## 테뉴어의 장점과 비판
테뉴어 제도는 여러 장점을 가지고 있다. 먼저, 평생직과 자율성의 보장은 교수에게 아주 큰 이익이다. 이런 조건들이 없다면 학교는 교수를 붙잡으려고 이런 조건 대신 더 많은 돈을 지급해야 할 것이다. 또한, 젊은 교수들이 테뉴어를 위해 더 열심히 연구하기도 한다. 마지막으로, 테뉴어를 받은 교수들은 그 학교에 평생 머물게 되므로, 학교를 더 발전시키고자 하는 경향이 있다.
하지만 테뉴어 제도에 대한 비판도 있다. 몇몇 교수는 테뉴어 제도가 부도덕하거나 무능력한 교수가 해고되지 않고 학교에 남아 있게 되는 바탕이 되고 교수들 사이에 테뉴어를 위한 불필요한 경쟁을 촉발하며, 테뉴어를 받은 교수가 학부 강의에 소홀한 경향이 있다고 지적한다.

## 외국의 고용 제도
미국이나 캐나다에서는 테뉴어 제도가 일반적이었지만 점점 그 수가 줄어들고 있다. 많은 대학이 테뉴어 제도 대신 교수를 많이 뽑는 길을 택한다. 영국에서는 1980년대 대처 정부에 의해 테뉴어 제도에 대한 정부 차원에서의 개혁이 이루어졌다. 오스트레일리아와 뉴질랜드, 그리고 대부분의 유럽 국가에서는 테뉴어 제도가 사라졌다. 예외적으로 독일의 경우 테뉴어 제도가 존재한다. 독일 대학에서는 원칙적으로 테뉴어를 받은 교수와, 그 외 소수의 테뉴어를 받지 못한 교수만 강의를 할 수 있다. 하지만, 사실상 대부분의 강의는 다수의 테뉴어를 받지 못한 교수와 조교수가 하고 있다. 테뉴어를 받은 교수들이 강의를 하지 않으려고 하기 때문이다. 프랑스에서는 굉장히 낮은 직위에 있을 때부터 정년이 보장된다.
미국 외의 국가에서는 심사를 거쳐 장기 계약을 제시하는 것이 일반적이다. 하지만, 장기 계약은 테뉴어 제도처럼 절대로 해고당하지 않을 권리를 부여하는 것은 아니다. 미국에서도 테뉴어 제도가 비판을 받고 있다. 뉴질랜드에는 테뉴어와 유사한 제도가 있지만, 학문과 양심의 자유가 법에 규정되어 있다.

## 테뉴어 제도의 역사
테뉴어는 19세기 미국에서 그 유래를 찾을 수 있다. 당시 미국에는 사립대학이 많았다. 사립대학의 이사회는 막강한 권력을 가지고 있었고, 교수에게 해고 압박을 가하기도 했다. 이런 이사회의 횡포를 견제하기 위한 불문율이 있었는데, 교수가 학교의 종교적 원칙에 어긋나는 행동을 하지 않는 한 해고되지 않는다는 것이었다. 이것이 테뉴어 제도의 시초이다.
1900년, 하버드와 콜럼비아, 시카고 대학의 학장은 교수진을 압박하거나 조종하려는 의도의 기부는 받지 않겠다고 선언한다. 그리고 1915년 미국대학교수협회(AAUP)는 학문의 자유와 교수 임용에 대한 몇 가지 원칙을 선언한다. 이 원칙에 따르면, 교수 임용은 ▲투명한 계약 내용 ▲테뉴어 제도 ▲해임 시 다른 직장 보장을 바탕으로 이루어져야 한다. 또한, 대학 이사회는 교수의 임금을 지급할 뿐, 교수의 학문적 양심을 제한할 수 없다. 그러나 이 선언이 대학에 받아들여지기까지는 꽤 오랜 시간이 걸렸는데, 왜냐하면 위에서 설명한 불문율에 의해 이미 교수의 정년이 어느 정도 보장되어 있어 선언 자체가 별 필요 없었기 때문이다. 시간이 지나면서 임용 계약을 갱신하는 것이 일반화되었고, 테뉴어 제도도 현재와 같은 형태로 정착되었다.

## 최근의 사례
1990년대에는 테뉴어에 대한 논쟁이 크게 일어났다. 1995년에는 플로리다지역 공립대학 이사 협의회가 테뉴어 제도를 재평가하고자 했으나 테뉴어를 대체할 다른 제도에 대한 비평 정도에 그쳤다. 1996년 애리조나지역 공립대학 이사 협의회도 테뉴어를 받은 교수들이 학부 강의에 소홀한 것을 우려하여 테뉴어 제도에 대한 재평가를 시도했다. 그러나 교수진이 반발하여 실제로 이루어지지는 않았다.
또한, 미네소타 대학 이사회는 교수의 부진을 이유로 감봉하거나, 테뉴어를 받은 교수도 강의하지 않으면 해고할 수 있게 해 달라고 요청했다. 당시 미네소타 대학에서는 87%의 교수들이 테뉴어를 받았거나 받을 수 있는 위치에 있었다. 그러나 총장이 이 제안을 반대함으로써 이 시도는 실패했고, 다음해 이사장은 논란에 대한 책임을 지고 사임했다.

## 같이 보기
- 하빌리타치온